# Iván de la Peña López
Iván de la Peña López   (Santander, 6 de maig de 1976) és un exfutbolista càntabre format a Catalunya, on va desenvolupar la major part de la seva carrera futbolística durant les dècades dels 1990 i 2000. Va ser internacional amb la selecció espanyola.

## Biografia
De ben jove va viatjar a Catalunya i es va formar com a futbolista al planter del FC Barcelona, club amb el qual va debutar a primera divisió el 1995, amb 19 anys, al costat d'altres grans jugadors en l'anomenada lleva del mini. Jugava a la posició de migcampista i la seva característica principal consistia a ser un excel·lent passador. Tant la seva qualitat com a futbolista, així com la seva personalitat i imatge (sempre va amb el cap afaitat, cosa que li valgué el sobrenom de lo pelat) el convertiren en un ídol a Can Barça. Fou titular a l'equip que va guanyar la Final de la Recopa d'Europa de futbol de 1997 contra el Paris Saint Germain.
Posteriorment, tant les lesions, com la falta de confiança d'alguns entrenadors el portaren a abandonar el club. Després de voltar per Itàlia i França el 2002 fitxà pel RCD Espanyol de Barcelona, club on es va estabilitzar, aconseguint finalitzar amb èxits els seus últims anys com a futbolista professional. Va ser internacional amb la selecció d'Espanya en totes les categories inferiors, i va debutar amb la selecció absoluta l'any 2005. L'any 2006 guanyà la Copa del Rei amb l'Espanyol.
El 19 de maig de 2011 va anunciar la seva retirada del futbol professional, i el 21 de maig jugà el darrer partit, rebent l'homenatge de l'afició.

## Palmarès
| Títol                     | Club         | País    | Any       |
| ------------------------- | ------------ | ------- | --------- |
| Supercopa d'Espanya       | FC Barcelona | Espanya | 1996-1997 |
| Copa del Rei              | FC Barcelona | Espanya | 1996-1997 |
| Copa del Rei              | FC Barcelona | Espanya | 1997-1998 |
| Lliga espanyola de futbol | FC Barcelona | Espanya | 1997-1998 |
| Supercopa d'Europa        | FC Barcelona | Espanya | 1997      |
| Recopa d'Europa           | FC Barcelona | Espanya | 1997      |
| Supercopa d'Itàlia        | SS Lazio     | Itàlia  | 1999      |
| Recopa d'Europa           | SS Lazio     | Itàlia  | 1999      |
| Copa del Rei              | RCD Espanyol | Espanya | 2005-2006 |
| Copa Catalunya            | RCD Espanyol | Espanya | 2005-2006 |